# Sawayama
Sawayama è il primo album in studio della cantante giapponese Rina Sawayama, pubblicato il 17 aprile 2020 dall'etichetta discografica Dirty Hit.

## Descrizione
Musicalmente è un album pop, pop metal e contemporary R&B con forti influenze nu metal e diramazioni sonore che spaziano tra il teen pop, il country pop, il pop rock, l'elettropop., la musica house, l'urban, il rock elettronico, il synth funk, l'indietronica, la ballata, la post-dubstep e il bubblegum pop.

## Accoglienza
| Recensione | Giudizio |
| ---------- | -------- |
| Clash      | 9/10     |
| NME        |          |

Sawayama ha ricevuto recensioni positive da parte della critica specializzata. Secondo l'aggregatore di recensioni Metacritic, il disco possiede un punteggio di 89 su 100 basato su quattordici recensioni, equivalente ad «acclamazione universale». Discorso analogo anche attraverso il portale AnyDecentMusic?, dove il disco ha una votazione media di 8,2 su 10 basandosi sulle valutazioni della critica.

## Tracce
1. Dynasty – 3:08 (Rina Sawayama, Adam Crisp)
2. XS – 3:21 (Rina Sawayama, Chris Lyon, Kyle Shearer, Nate Campany)
3. STFU! – 3:23 (Rina Sawayama, Adam Crisp)
4. Comme des garçons (like the Boys) – 3:01 (Rina Sawayama, Bram Inscore, Nicole Morier)
5. Akasaka Sad – 3:02 (Rina Sawayama, Adam Crisp)
6. Paradisin' – 3:06 (Rina Sawayama, Adam Crisp)
7. Love Me 4 Me – 3:12 (Rina Sawayama, Bram Inscore, Nicole Morier)
8. Bad Friend – 3:28 (Rina Sawayama, Johnny Lattimer)
9. Fuck This World (Interlude) – 2:45 (Rina Sawayama, Adam Crisp)
10. Who's Gonna Save U Now? – 3:21 (Rina Sawayama, Johnny Latimer, Rich Cooper)
11. Tokyo Love Hotel – 4:27 (Rina Sawayama, Lauren Aquilina, Oscar Schella)
12. Chosen Family – 4:08 (Rina Sawayama)
13. Snakeskin – 3:12 (Rina Sawayama, Adam Crisp, Johnny Lattimer)

Tracce bonus nell'edizione giapponese
1. Tokyo Takeover – 3:27 (Justin Tailor, Rina Sawayama)

Disco bonus nell'edizione deluxe
1. Lucid – 3:38 (Rina Sawayama, Lauren Aquilina, Michael Tucker)
2. We Out of Here – 2:57 (Rina Sawayama, Adam Crisp)
3. Bees & Honey – 1:46 (Rina Sawayama, Nicole Morier, Bram Inscore)
4. Love It If We Made It (The 1975 cover) – 4:04 (Matthew Healy, George Daniel, Adam Hann, Ross MacDonald)
5. XS (Live) – 3:43 (Rina Sawayama, Chris Lyon, Kyle Shearer, Nate Campany)
6. STFU! (Acoustic) – 3:32 (Rina Sawayama, Adam Crisp)
7. Bad Friend (Acoustic) – 3:29 (Rina Sawayama, Johnny Lattimer)
8. Chosen Family (Acoustic) – 4:05 (Rina Sawayama)
9. Comme des garçons (like the Boys) (Remix) (feat. Pabllo Vittar) – 3:42 (Rina Sawayama, Bram Inscore, Nicole Morier, Pahbullo Silva)
10. XS (Remix) (feat. Bree Runway) – 3:22 (Rina Sawayama, Chris Lyon, Kyle Shearer, Nate Campany, Brenda Mansah)
11. Bad Friend (Dream Wife Remix) – 4:14 (Rina Sawayama, Johnny Lattimer)

## Classifiche
| Classifica (2021) | Posizione massima |
| ----------------- | ----------------- |
| Regno Unito       | 80                |